# Supercoppa italiana 2004 (hockey in-line)
La Supercoppa italiana 2004 è stata la 2ª edizione della omonima competizione italiana di hockey in-line disputata il 25 settembre 2004 al Pattinodromo Comunale Viale Ferrarin di Vicenza.
Hanno partecipato l'Asiago Vipers in qualità di squadra campione d'Italia e il Lions Arezzo come detentore della Coppa Italia.
L'Asiago Vipers vinse la partita per 2-1, aggiudicandosi la seconda edizione del trofeo .

## Partecipanti
| Squadre       | Qual. | Partecipazioni precedenti (il grassetto indica la vittoria) |
| ------------- | ----- | ----------------------------------------------------------- |
| Asiago Vipers |       | 2003                                                        |
| Lions Arezzo  |       | Nessuna                                                     |

## Tabellino
| Vicenza 25 settembre 2004 | Asiago Vipers | 2 – 1 | Lions Arezzo | Pattinodromo Comunale Viale Ferrarin |